# Гайдмюле
Гайдмюле (нім. Haidmühle) — громада в Німеччині, знаходиться в землі Баварія, уздовж кордону з Чехією. Підпорядковується адміністративному округу Нижня Баварія. Входить до складу району Фраюнг-Графенау.
Площа — 21,03 км2. Населення становить 1319 ос. (станом на 31 грудня 2020).